# Гійом Деліль

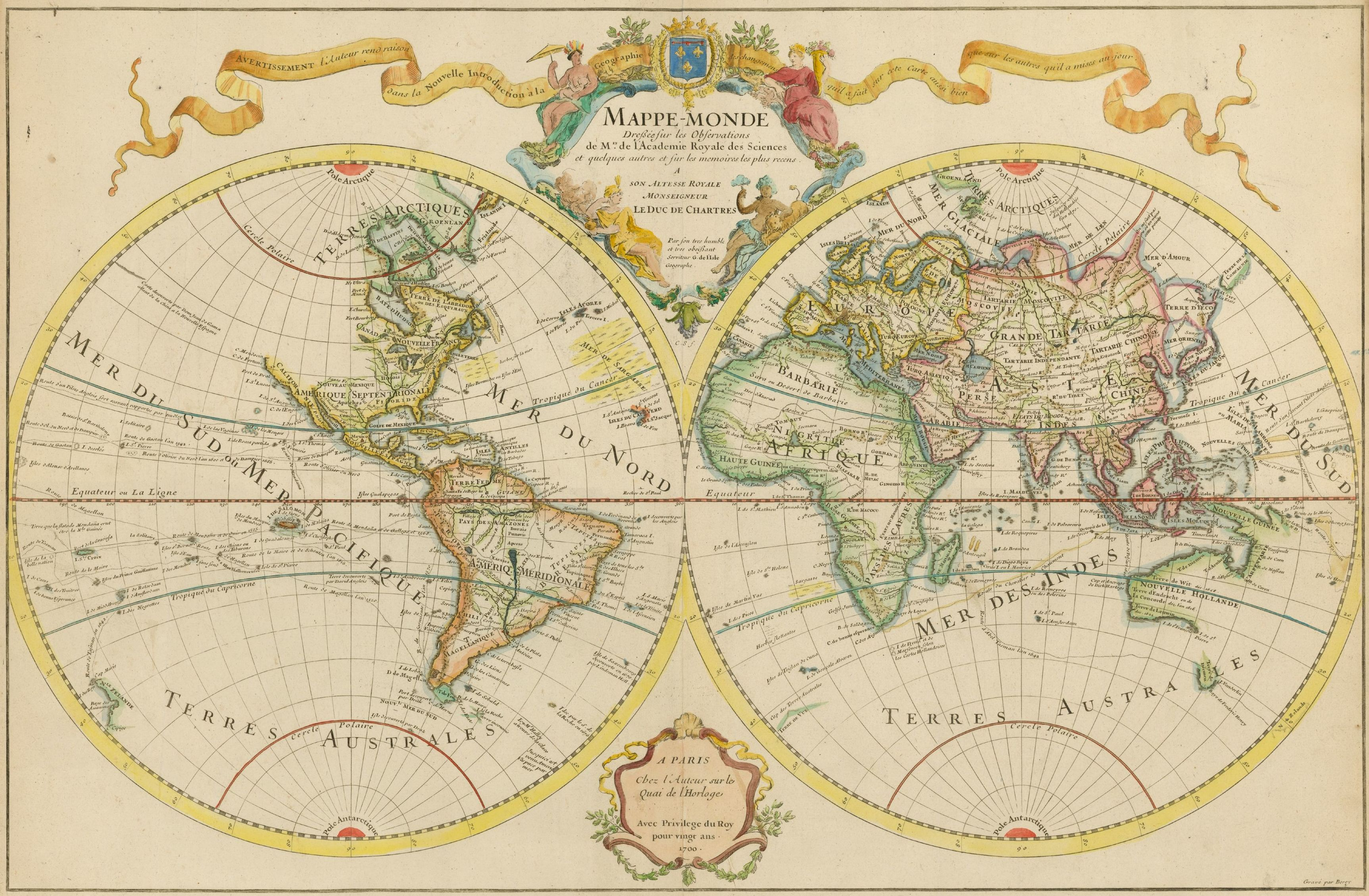
Деліль, Mappe-Monde, 1700

 Гійом Деліль  (фр. Guillaume Delisle; (*1675—†1726) — французький географ та картограф.

## Життєпис
Батько — Клод Деліль (географ), брат — Жозеф-Нікола Деліль (астроном). Гійом Деліль був учнем астронома Жана-Домініка Кассіні, який навчив його точного визначення положення за допомогою спостереження точок на небі. З 1702 року був пов'язаний з Французької Академією Наук, починаючи з 1718 року був її членом. Одержав титул Першого Королівського Географа (Premier Géographe du Roi). За дорученням Петра I склав карту Каспійського моря, на якій вперше дав його справжні положення і конфігурацію. У 1700—1714 роках видав всесвітній атлас на основі нових матеріалів, критично переглянувши картографічні уявлення того часу; повністю переробив карту Африки; вперше дав більш вірні пропорції Середземного моря, усунувши помилку в довготі, яка збереглася на географічних картах ще з часів К. Птолемея. При підготовці карти Татарії (1706 рік) користувався картою Н. Вітсена.
Матеріали Гійома Деліля використав для свого Атласу французький картограф, письменник та вчений Анрі Шатлен.

## Карти України
1701 р. (Париж), карта «Carte de la Turquie, de l'Arabie et de la Perse» (Карта Туреччини…). Центральна Україна (Правобережна та Лівобережна) позначена як Ukraine. Карта неодноразово перевидавалася (1742 р. — під назвою «Tabula nova imperii Turcarum Arabum et Persarum»)...
1705 р., карта «Theatrum historicum ad annum Christi quadringentesimu. in quo tum Imperii Romani tu…» (Історична карта Римської імперії та сусідніх варварських народів). На карті позначена Сарматія Європейська (Sarmatia Europaea) та Сарматія Азійська (Sarmatia Asiatica), Південь України — напис Sarmatia ubi Sarmatae sive Sauromate. Sarmatia Europaea охоплює Правобережну та Лівобережну Україну (до р. Дон). Карта неодноразово перевидавалася, зокрема в атласі «Atlas nouveau» (Amsterdam)...
1706 р. (Париж), карта «Moscovie». На карті напис — «Ukraine pays des Cosaqyes» (Україна або земля козаків)..
1706 р.– «Карта Великої Тартарії. Заснована на звітах декількох мандрівників з різних країн і на проведених у цій місцевості спостереженнях». На карті зустрічається теж аналогічний напис, як у попередній — «Ukraine pays des Cosaqyes» (Україна або земля козаків)..
Виконана Делілем карта включає значну частину Азії, а також частину Скандинавії та Росії на схід від Уральських гір. На даній карті зображені Сибір та регіони Азії, розташовані за Північним полярним колом, європейські дослідники вперше відвідали ці краї тільки в XVII столітті. Багато зі створених Делілем карт були перевидані в Амстердамі видавництвом Корнеля Мортьє і Йоганна Ковенса у «Atlas Nouveau», який неодноразово публікувався в різних редакціях починаючи з 1733 р. На карті показано лісові масиви, водозбірні басейни та інші природні особливості місцевості, а також Великий китайський мур, дороги та політичні кордони. Масштаб вказано у французьких, російських, китайських і перських одиницях вимірювання. Картуш із заголовком прикрашений зображеннями чоловічих фігур в національному одязі та коней.
1723 р. «Carte d'Asie, dressée pour l'Usage du Roy.». Лівобережна Наддніпрянщина, Південно-східна Білорусь та частина Смоленщини позначені як PETTIE RUSSIE (Мала Русь). Ця назва пересікається в районі Наддніпрянщини з іншою, що простягається до р. Дон: UKRAINE OU PAYS DES COSAQUES (Україна або Країна козаків)..